# Književnost u 1606.
◄◄ | ◄ | 1603. | 1604. | 1605. | 1606.  | 1607. | 1608. | 1609. | ► | ►►
Arhitektura • Astronomija • Glazba • Kazalište • Kiparstvo • Knjige • Književnost • Kršćanstvo • Medicina • Politika • Pravo • Promet • Slikarstvo • Znanost
Književnost u 1606.

## Svijet

### Književna djela
- Macbeth Williama Shakespearea

### Rođenja
- 6. lipnja – Pierre Corneille, francuski dramski pisac († 1684.)

## Vanjske poveznice
|  | Zajednički poslužitelj ima još gradiva o temi Književnost u 1606. |